# Bufotes variabilis
Espèce
Synonymes
- Rana variabilis Pallas, 1769
- Bufo variabilis (Pallas, 1769)
- Pseudepidalea variabilis (Pallas, 1769)
- Rana bufina Müller, 1776
- Batrachus fuscus Rafinesque, 1814
- Bufo viridis kermanensis Eiselt & Schmidtler, 1971
- Bufo kavirensis Andrén & Nilson, 1979

Statut de conservation UICN

 DD  : Données insuffisantes
Bufotes variabilis est une espèce d'amphibiens de la famille des Bufonidae.

## Répartition
Cette espèce se rencontre  :
- dans le nord de l'Allemagne, au Danemark et dans le sud de la Suède ;
- en Grèce, à Chypre et en Turquie ;
- en Arménie, en Azerbaïdjan et en Géorgie ;
- au Liban et en Syrie ;
- en Irak et en Iran ;
- au Kazakhstan et dans le sud de la Russie.

Les spécimens provenant d'Israël, de Jordanie, d'Arabie saoudite et du Yémen ne sont pas rattachés de manière certaine. Il s'agit soit de Bufotes variabilis, soit de Bufotes boulengeri, soit de Bufotes viridis.

## Publications originales
- Andrén & Nilson, 1979 : A new species of toad (Amphibia, Anura, Bufonidae) from the Kavir Desert, Iran. Journal of Herpetology, vol. 13, p. 93-100.
- Eiselt & Schmidtler, 1971 : Vorlaufige Mitteilung uber zwei neue Subspezies von Amphibia Salientia aus dem Iran. Annalen des Naturhistorischen Museums in Wien, vol. 75, p. 383-385 (texte intégral).
- Müller, 1776 : Zoologiae Danicae Prodromus, seu Animalium Daniae et Norvegiae Indigenarum Characteres, Nomina, et Synonyma Imprimis Popularium.
- Pallas, 1769 : Spicilegia zoologica : quibus novae imprimis et obscurae animalium species iconibus, descriptionibus atque commentariis illustrantur, vol. 7, (texte intégral).
- Rafinesque, 1814 : Fine del Prodromo dErpetologia Siciliana. Specchio delle Scienze, o, Giornale Enciclopedico di Sicilia, vol. 2, p. 102-104.